# Antonius Luschus

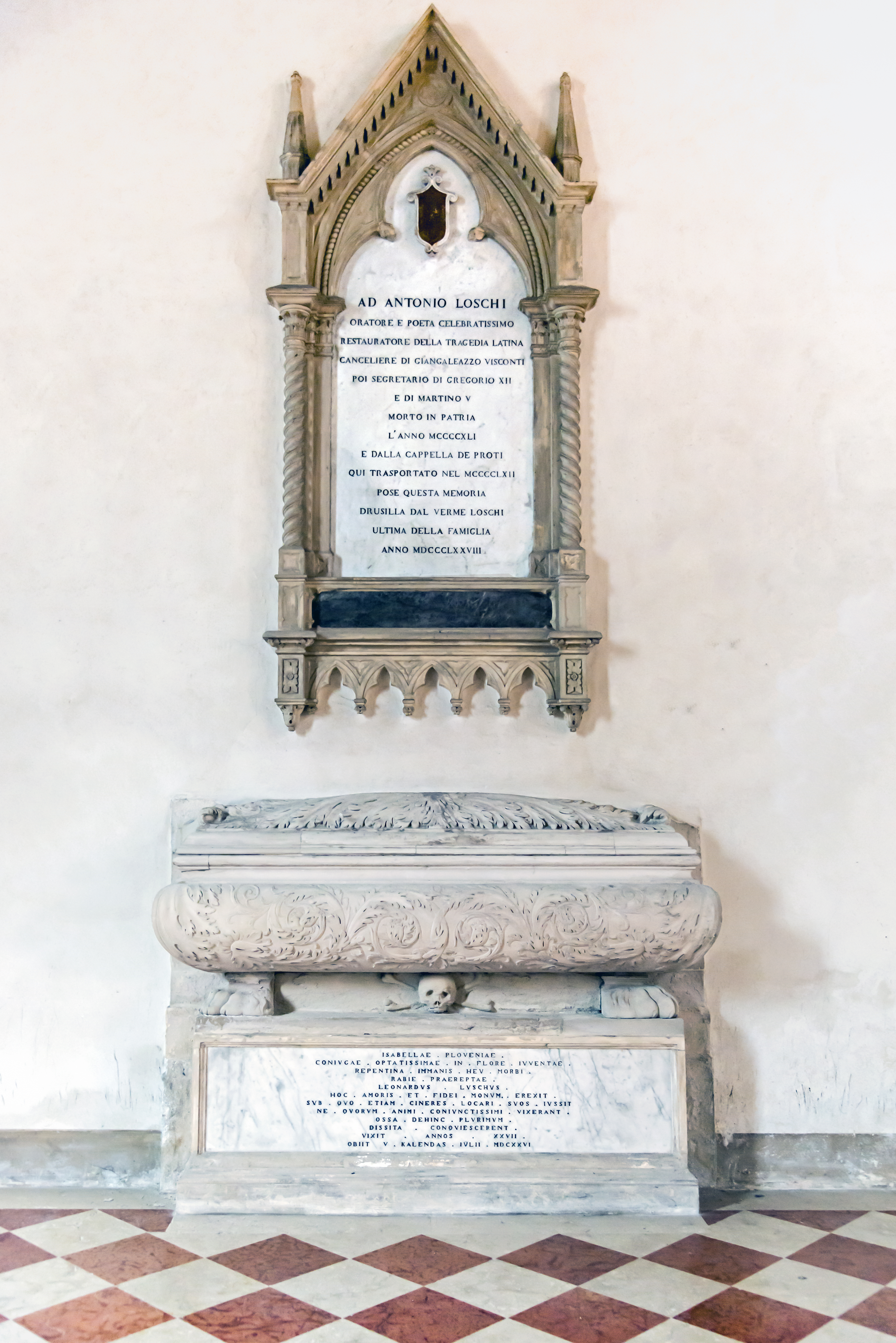
Seu túmulo em Vicenza

Antonius Luschus (Antonio Loschi; Antonius de Luscis, Antonio Loschius) (Vicenza, 1368 - Roma, 1441), foi humanista, secretário pontificial, filósofo e poeta italiano.  Foi secretário dos papas Gregório XII, Martinho V, Eugênio IV e Nicolau V.

## Biografia
Natural da cidade de Vicenza, era filho de Ludovico di Niccolò e Elena di Regle del Gallo.  O pai, jurisconsulto, natural de Florença, era vigário e legado de Antonio della Scalla (1362-1388), Senhor de Vicenza, e em 1385 tornou-se capitão de Sirmione. Foi discípulo de Conversini de 1379 a 1382.  Em 1386 transferiu-se para Florença onde conheceu Coluccio Salutati.  Com o fim do domínio da família Della Scalla (18 de Outubro de 1387), retornou a Vicenza, governada pelos Visconti.  Foi amigo de Pietro Filargis, Bispo de Vicenza, cuja amizade durou muito tempo, e de Ugolotto Biancardo, governador milanês da cidade.  Em 1388 estudou gramática na Universidade de Pavia com Giovanni Travesio e Gasparino Barzizza.
Em 1389, como sacerdote em Pádua, foi a Roma, solicitar ao papa Bonifácio IX a concessão do canonicato de São Tiago da Catedral de Pádua, que pertencera à Francesco Petrarca, mas que no momento estava vacante; a solicitação foi acolhida em 11 de Fevereiro de 1390.  No ano seguinte entrou para a chancelaria de Gian Galeazzo Visconti (1347-1402), cooperando com o chanceler Pasquino de' Cappelli, cargo que ocupou até 1406, quando foi substituído por Uberto Decembrio.  Em 1406 foi enviado a Roma, como embaixador junto ao papa Inocêncio VII para solicitar a nomeação para Bispo de Vicenza do veneziano Angelo Barbarigo (1350-1418) para o lugar de Iacopo Rossi, como de fato aconteceu.
Alguns meses depois participou como embaixador em Roma de uma homenagem ao novo pontífice Gregório XII, que de imediato o nomeou seu secretário particular ("secretarius et familiaris"), cargo que ocupou até 1436.  Em 25 de Março de 1409 participou do Concílio de Pisa, que depois de haver deposto Gregório XII, em 5 de Junho de 1409, elegeu seu amigo Pietro Filargis da Candia como novo antipapa Alexandre V.  Em 22 de Setembro desse mesmo ano se torna escrivão das cartas apostólicas e acompanhou o papa a Pisa e Bolonha.  Com o papa seguinte João XXIII tornou-se chanceler e tabelião.  Entre 1410 e 1413 realizou várias missões diplomáticas para a Alemanha junto a Sigismundo, Rei da Hungria, conseguindo inúmeros benefícios.  Em 1414 esteve em Constança, tomando parte nos trabalhos do concílio como primeiro tabelião papal.  Com a fuga do papa, retornou a Vicenza.  Com o novo pontífice, Martinho V, eleito em Constança, teve também boas relações.  Em 12 de Dezembro de 1418 o papa o nomeia seu secretário, onde Loschius prestou juramento de fidelidade.  O papa chegou a Roma em 28 de Setembro de 1420 e Loschius depois do verão de 1421.
Em 26 de Março de 1422 lhe foi concedida a cidadania romana. Além da extensão dos breves, bulas e cartas diplomáticas (que mais tarde seriam reunidas no Liber brevium preservado nos Arquivos Nacionais em Paris), Loschius fez parte das missões diplomáticas entre 1424 e 1426 em Milão para a resolução da guerra do norte da Itália e também em Buda para acompanhar a guerra anticlerical do rei Sigismundo, que o nomeou conde palatino e talvez poeta.  Com a morte de Martinho V em 20 de Fevereiro de 1431, Loschius criou a inscrição para o monumento fúnebre da Igreja de São João de Latrão.  Com o novo papa Eugênio IV, continuou à serviço da Cúria, e cumpriu outras missões diplomáticas.  Em 28 de Março de 1432 lhe foi permitido erigir uma capela na Catedral de Vicenza para si e para os seus familiares.
Em 23 de Fevereiro de 1440 redige um testamento, ao qual acrescenta um adendo em 25 de Maio de 1441.  Morre em Vicenza, entre junho e setembro de 1441.  Loschius foi casado com Elisabetta Brivio, irmã de Giovanni Brivio, um dos envolvidos no assassinato de Gian Galleazzo Visconti.  Com ela teve vários filhos: Ludovico, Francesco (que foi secretário apostólico), Niccolò (literato e tradutor), Caterina, Maddalena e Tommasina.

## Obras e Publicações
- Escreveu inúmeras cartas endereçadas a Coluccio Salutati, das quais só restam duas datadas entre julho e setembro de 1393.
- De verbis Romanae locutionis.
- Vita Graccorum (Vida de Graco).
- Iliade de Omero.
- Imperiose comes, secli nova gloria nostri (composição poética dedicada a Visconti[1], onde o exortava a reinar sobre a Itália, depois de uma guerra portadora de paz e após a destruição de Florença, culpada dos males italianos.
- Invectiva in Florentinos (março 1397, onde acuda Florença de opor-se ao plano de reunificação da Itália, imaginada por Visconti, e de negar a liberdade dos povos, com o exercício de uma verdadeira e peculiar tirania sobre os outros estados.)
- Achilles (tragédia, 1387-1389)
- Ecuba di Euripide, obra conhecida através da tradução de Leonzio Pilato.
- Epistole metrice (Epístolas métricas, 1387-1421)
- Carmina (composições diversas, 1402)
- Inquisitio super orationes Ciceronis (tratado de retórica em forma de comentários a onze orações de Cícero, 1395)
- Declamationes controversiales (Declamações controversas, onde são discutidos casos de homicídio, de lesa majestade, de divisão de bens entre pais e filhos, de adultério e de violações de tumbas)
- De vera amicitia (Da verdadeira amizade, de Cícero)
- Ecerinis
- La Fabula Zappelleti.